# 人类灵魂的工程师
人类灵魂的工程师（俄语：Инженеры человеческих душ）是斯大林用来称呼作家和其他文化工作者的称呼。
该词最先显然是由尤里·阿廖莎所创。什克洛夫斯基曾表示阿廖莎曾在马克西姆·高尔基的家中与斯大林会面的时候用到过该词，之后该词为斯大林所用。斯大林曾说到“正如阿廖沙同志他自己恰当表达的那样，作家是人类灵魂的工程师”（Как метко выразился товарищ Олеша, писатели — инженеры человеческих душ）。1932年10月20日，在苏联作家协会首次大会上，斯大林再次提出“人类灵魂的工程师”这一说法。